# Jolla
Jolla有限公司（通常被称为Jolla Mobile）是一家独立的芬兰公司，主营业务为设计、开发、销售搭载MeeGo操作系统的智能手机，致力于继续推进MeeGo项目。在Mer專案之上，又分支出Sailfish OS。
在诺基亚推出搭载MeeGo的諾基亞 N9并宣布放弃MeeGo转投Windows Phone平台之后，Jolla将继续推进MeeGo。在诺基亚退出MeeGo项目后，MeeGo急需一个新的核心。Jolla团队主要由前诺基亚员工创建，公司员工包括曾负责诺基亚MeeGo和N9研发的前诺基亚主管和核心工程师以及来自MeeGo社区的精英。Jolla计划在2012年发布其智能手机产品。“Jolla”在芬兰语中的意思是“敏捷的小船”。

## 历史
MeeGo是诺基亚Maemo操作系统与英特尔Moblin操作系统合并的产物，三者皆是基于Linux的操作系统。MeeGo由Linux基金会领导，2010年初发布首个正式版本。2011年，诺基亚放弃了MeeGo转投Windows Phone平台。在诺基亚决定抛弃MeeGo操作系统几个月之后，英特尔转而与三星等合作，将MeeGo迁移到新的Tizen操作系统。这也宣告了主要发起人诺基亚、英特尔、Linux基金会全部退出了MeeGo计划，Linux基金会呼吁MeeGo支持者转投Tizen。

然而MeeGo社区决定将MeeGo延续下去，并开发出MeeGo的独立分支Mer(由于版权原因，MeeGo社区无法使用“MeeGo”商标)。MeeGo社区根据MeeGo的最终目的而进行了重建，并对项目精心管理，继续之前的工作，不让之前积累的努力付诸东流。
Mer是开源的，为移动设备优化的，面向设备制造商的核心操作系统发行版；它由Qt/QML和HTML5驱动——开放发展，包容一切，任人唯贤。
Mer项目曾在其项目主页上说: “Mer项目的核心建立在MeeGo项目的基础之上，并且计划和Tizen项目分享成果。”以阐述Mer项目的历史与未来。
随着诺基亚自身危机越发严重，许多诺基亚员工相继离职，几次大规模裁员导致Qt、MeeGo等团队解散。为了避免裁员导致的公关危机，诺基亚启动了“Bridge”计划，选择性支持一些前诺基亚员工创建新公司，并帮助他们生存发展。
这其中就包括了 Jussi Hurmola 和 Marc Dillon .
诺基亚从2011年中到2012年中做出了一系列关于MeeGo的决定，包括放弃MeeGo平台以及包含MeeGo部门在内大规模裁员。Jolla 的CEO Jussi Hurmola回忆说：“从去年2月之后，我们目睹了发生的一切，诺基亚开始了新的战略。我们看看周围这一切，聪明的队友和技术，已经准备好的生态系统和产品，我们有继续这一事业的各种要素，这里面也存在着商业机会。” 
2011年末，Jolla由 Marck Dillon 和 Jussi Hurmola (前诺基亚员工)创办，作为一家独立的公司以继续推进MeeGo发展(主要在智能手机领域)。Jolla最初约有50名员工，大多是之前诺基亚负责MeeGo和诺基亚N9项目的员工，在诺基亚裁员事件中离职。为了继续MeeGo，公司保留了原部门的人员构成和机制，并拥有了新名字——Jolla。
由于Jolla的操作系统是基于MeeGo的，因此最自然的结果就是使用社区开发的Mer核心，以避免自己重新开发一个系统。Jolla员工中，有不少来自MeeGo社区的精英，使两者关系更加密切。但Jolla表示，将会重新设计用户界面和操作方式，而非诺基亚N9的延续。
在“Birdge”计划的框架内，诺基亚和Jolla的领导者广泛讨论了Jolla未来的发展计划。Jolla的CEO Jussi Hurmola 不希望 Jolla 和诺基亚产生任何专利和知识产权的冲突。
诺基亚并没有给Jolla任何专利或者其他知识产权，但授权Jolla使用一部分专利技术。Jolla也不会为诺基亚N9提供支持，因为它是诺基亚的产品——两个公司相互独立。
2012年6月23日，诺基亚宣布完成了对塞班和MeeGo部门的裁员，至此MeeGo部门员工全部离职(此前已有部分MeeGo项目主管和工程师离开诺基亚)。MeeGo部门离职员工后来大部分加入了Jolla。
2012年7月7日，Jolla通过Twitter账户JollaMobile发布了第一条讯息：”Jolla来了。MeeGo智能手机将会有一个光明的，崭新的未来。敬请期待！“Jolla第一次走进公众视线。此后关于Jolla的消息接连不断。
Jolla称他们正在研发全新的MeeGo智能手机，将于2012年晚些时候上市。将会有两款手机面世：一款面向普通消费者，另一款面向开发者。Jolla将会重新设计UI，而非延续N9的SwipeUp界面。
Jolla将中国作为目标市场。“销售渠道、代工工厂、数量巨大的消费者，这都是Jolla所缺少的，而这些中国都有。”
Jolla找到迪信通打算请它投资Jolla，最终迪信通决定与Jolla签订销售协议。迪信通还帮助Jolla在中国联系代工厂、供应商和运营商，并为Jolla介绍中国的手机产品。
Jolla每周都会有员工来到中国，以了解中国市场。除了在中国的国际品牌，Jolla非常关注中国本土品牌。谈及当时中国很受欢迎的小米和魅族手机时，Jussi Hurmola表示：“小米和魅族在中国市场以及全球市场成为了新的玩家，创建了受欢迎的新品牌。Jolla也把它们的成功视作是一个我们在中国市场寻求机会的积极的信号。但它们都选用了Android系统，很多厂商都在基于Android系统开发自己的UI，那是一个追随者的游戏，小米也是基于价格优势。而Jolla不想复制它们。” 
当被问道如何看待Tizen时，这家公司表示：“Tizen解决方案的开放性有待商榷。我们将继续以开源的MeeGo为基础，并秉承开放的合作精神。”
在谈及MeeGo系统相比iOS和Android的优势时，CEO Jussi Hurmola 认为多任务处理是关键。
2012年8月15日，Jolla在芬兰进行了公开招聘，寻求更多的人才。Jolla表示将会在不久之后在中国开设办公室，并招收员工。
2012年8月16日，Jolla宣布他们的新UI已经完成。但同时表示，“我们还没有发布它，并会在新产品上市前保持神秘感。”他们认为他们的MeeGo平台已经开始崛起，整个项目看起来非常棒。
2012年8月20日，Jolla CEO Jussi Hurmola在接受芬兰媒体采访时正式披露其新的MeeGo操作系统将能够运行Android应用，这是通过ACL(application compatibility layer, 应用兼容层)实现的。此前就有消息称Jolla可能会采用这项技术，但未被证实。早在诺基亚N9发布时，诺基亚MeeGo团队和MeeGo社区便有此计划。但由于种种原因，这项技术未能出现在诺基亚N9设备上。
2015年12月31日 經過多番延誤後，Jolla 宣佈透過 Indiegogo 的集資的平板電腦項目流產，眾多眾籌供獻者將無法取得平板電腦，亦未有提供退款項目，只表示會有「驚喜」予未能取得平板電腦的供獻者。

## 公司事务

### 经营战略
2012年7月6日，Jolla 公开宣布它将在国际范围内的独立投资人和合作伙伴的支持下，设计、开发、销售新的智能手机；新手机将搭载Sailfish OS基于Linux的操作系统和Jolla设计的全新的用户界面。Sailfish OS将“建立在MeeGo操作系统之上，以Mer为核心”。(Mer是诺基亚抛弃MeeGo之后，MeeGo社区继续开发的MeeGo的分支。)因此，Sailfish OS包含Mer的核心。Mer是MeeGo的分支，是专为设备厂商(如Jolla)设计的核心操作系统发行版。它仅提供最基本的操作系统核心，而界面和交互方式等则由设备厂商定制。它支持Qt、QML、HTML5开发平台。Jolla团队由前诺基亚MeeGo项目的核心工程师和领导组成，他们打算借助MeeGo的卓越性能创造新的智能手机和新产品。

Jolla的CEO Jussi Hurmola谈竞争时说：“让Jolla的手机与众不同的是用户体验。这正是我们所做的。Jolla致力于创造崭新的，区别于iOS和Android的东西。我们想为MeeGo引入受欢迎的特性：原生的多任务，应用整合，以及数据整合。我现在使用诺基亚N9手机来完成我所有的移动工作任务。我非常高兴地看到所有这些应用一直都在运行。我们想帮助用户避免不停地切回初始界面，关闭当前应用程序的情况。此外，用户界面必须是可定制的。“

### 经营管理
Jolla的领导阶层：主席 Antti Saarnio，CEO Jussi Hurmola，销售副总裁 Sami Pienimäki，CIO Stefano Mosconi，COO Marc Dillon。
谈及企业文化，Jussi Hurmola曾说：”Jolla具有非常有活力的组织结构。公司由三层组成：工程师和设计师，领袖层，执行层。领袖层选拔的标准是他们的贡献和功绩。在反复的研发和经营过程中，团队会不断变化以适应当前形势。Jolla雇员的工资建立在他以前对公司的开发和经营做出的贡献大小。“

### 员工
到2012年7月，Jolla拥有约50名员工。团队包括前诺基亚开发Nokia N9和MeeGo的大部分工程师和设计师，还有来自MeeGo开源社区(即后来的Mer开源计划)的成员。几乎所有人都和MeeGo有直接联系。
2012年8月，Jolla在芬兰公开招聘，并计划不久之后在中国设立办公室并招聘员工。这家公司计划在2012年底时有约100名员工。

### 地址
公司总部位于芬兰的赫尔辛基，而研发与设计办公室则位于坦佩雷(诺基亚的总部和设计研发中心也分别位于相同地区)。Jolla还打算在奥鲁开办研发与设计办公室，而诺基亚在那里刚刚进行了大批研发、设计人员裁员。

## 产品
Jolla计划的第一款产品是面向大众市场的智能手机，目标对象是普通用户。这款产品还附加了“开发者模式”，以满足开发者和发烧友的需求。”Jolla将会发布一款开发者版本的设备，为Linux黑客和科技发烧友提供完整的访问入口。Jolla将会全力支持社区，并成为他们的一员，也希望他们能够参与到我们的设备研发过程中。“
CEO Jussi Hurmola 曾说评论此计划：“我们以起源——MeeGo，Maemo，Moblin和其他计划为荣。””UI是重大的事情，也是我们选择MeeGo的原因之一。若采用Android我们能做的只是复制——而选择MeeGo我们可以引入一些全新的特性。我们想要在技术和UI两方面成为业界的领导者，这就是我们要做的。我们不想复制其他Android厂商。“他还声明，只有在产品可以被交付的时候，才会正式发布它，因此产品规格和上市时间目前都不会公布。第一款产品将会在2012年面世。

### 软件
Jolla已经透露它计划在即将到来的产品中使用下列技术：
- Mer系统核心[19][20]一个英才领导和管理的MeeGo分支，但没有自己的GUI
- 内部UI
- Qt
- QML
- HTML5

Jolla正在继续构建MeeGo生态系统。他们希望在产品发布时，生态系统已经基本建成。
Mer的主要客户不是终端用户，而是厂商——包括设备制造商，零售商，采用设备的组织和社区发行版。Mer为厂商提供了以移动设备为导向的体系，结构，进程和实用工具。其核心建立在MeeGo的工作基础之上。
现在的Mer的创建始于一次社区关于MeeGo项目新方向的讨论。这次讨论中，社区试图重建项目使它重获生机，改进管理，使它更加透明、完善、灵活、方向明确，更接近其本来目标。为此诞生了新的分支——Mer。Mer项目仅包含系统核心和库，没有用户界面。

### 生态系统
Jolla试图在新产品发布时能够建立完整的MeeGo生态系统。Jolla将在2012年底推出MeeGo应用商店，并说服开发者移植应用到MeeGo平台。
Jolla宣称新的MeeGo系统“支持和诺基亚N9同样的QML组件，路径，文件等，因此重新打包（诺基亚N9的）应用非常容易”，并回应称“推荐开发者使用包含Harmattan(诺基亚N9的MeeGo操作系统)组件的QML”，但“SDK的细节将稍后公布”。
除了MeeGo原生的Qt，QML，HTML 5应用之外，MeeGo还将能够运行Android应用，这是通过ACL(应用兼容层)实现的。这一决定可以为即将到来的Jolla OS提供大量应用，吸引更多开发者过渡到MeeGo平台。
通过使用Tizmee，MeeGo智能手机还可以运行Tizen应用程序。

## 里程碑
2011年3月29日，Jolla在芬兰注册成立公司，然而直到2011年10月14日Jolla这个名称才被注册。
2011年10月25日，Jolla注册了”jollamobile.com“域名。
2012年7月7日，Jolla通过Twitter账户JollaMobile发布了第一条讯息：”Jolla来了。MeeGo智能手机将会有一个光明的，崭新的未来。敬请期待！“
2012年7月8日，Jolla发布了第一份官方新闻稿。
2012年7月9日，CEO Jussi Hurmola出现在一个长9分钟的电视访谈中。
2012年7月16日，Jolla和迪信通签订了第一份销售协议。迪信通是中国最大的手机零售商，有约2000家零售店，遍布中国的25个省、自治区、直辖市，中国电信的战略合作伙伴。
2012年8月6日，Jolla以40000欧元买下了”jolla.com“域名。但Jolla网站的正式上线日程还没有确定。Jolla仍继续使用Twitter和LinkedIn作为展示和信息发布平台。
2013年5月10日“新Jolla的手机：登记您的兴趣”事件，早在新的预为了给拉霍亚的想法什么样的需求将的样子，并允许拉霍亚最有机会提前准备登记兴趣要求的条件包括：物理键盘双卡（dualsim），硬件规格，一般的应用程序，价格的客户。收集，直到5月19日投票。预期的效果被认为是表示前序设备的制造。 
2013年5月20日 jolla在赫尔辛基发布第一款sailfish手机。
2013年11月27日 芬兰电信运营商DNA进行销售，首期推出450台，主要是面向之前预订的用户。